# Loerzingia
Loerzingia é um género botânico pertencente à família Euphorbiaceae.

## Espécie
Loerzingia thyrsiflora

## Nome e referências
Loerzingia Airy Shaw